# Президент Європейської комісії
Президент Європейської комісії (англ. President of the European Commission, фр. Président de la Commission européenne, нім. Präsident der Europäischen Kommission) — вища виборна посада голови Європейської комісії, виконавчого органа Європейського Союзу, з деякими законодавчими можливостями. Президент Європейської комісії бере участь у самітах Великої сімки (G7). Формально президент призначається міністерством Ради Європейського союзу (на практиці, Європейською радою — главами держав-членів) на 5 років. Кандидатура схвалюється Європейським парламентом (парламент може висловлювати недовіру роботі Комісії). Президент у такому випадку набирає інших Європейських комісарів. Перед моментом прийняття комісарами своїх справ, вони зобов'язані виступити перед Європейським парламентом.
Нинішній склад Європейської комісії був затверджений Європейським парламентом 27 листопада 2019 року. Замість попереднього президента Європейської комісії Жозе Мануела Дурау Баррозу на цю посаду на п'ятирічний термін було призначено Жана-Клода Юнкера. 16 липня 2019 року на посаду президента Європейської комісії була обрана Урсула фон дер Ляєн (приступила до виконання обов'язків 1 грудня 2019 року).
Критерії
Кандидат, обраний Радою, часто є національним політиком, але це не є обов'язковою вимогою. Обрання президента залежить від результатів останніх парламентських виборів (тобто це має бути кандидат від європейської партії-переможниці, або ж, принаймні, хтось із родини політиків.
Інші критерії містять такі фактори: область Європи, в якій проживає кандидат, політична впливовість кандидата, у Франції знання французької мови є обов'язковим. Важливим фактором є рівень інтеграції політика, а також те, чи має кандидат членство Євросоюзу та Шенгенську згоду.
Строк повноважень
Президент обирається на поновлюваний термін строком на п'ять років. Його правління вважається дійсним через п'ять місяців після виборів до Європейського парламенту. Даний закон було затверджено Маастрихським договором (до якого комісія мала строк повноважень строком на чотири роки). Вибори відбуваються в червні кожні п'ять років (в роки, які закінчуються на 4 і 9).
Президента та його комісію може бути відсторонено від посади шляхом голосування Парламенту. На сьогодні Парламент не вчиняв таким чином. Але у 1999 році мало відбутися голосування Парламенту у зв'язку з фінансовими махінаціями. Аби уникнути відсторонення від посади, комісія самостійно подала у відставку.
Президія
Жак Делор вдихнув нове життя в Європейську Комісію після періоду «євросклерозу». Комісія почала відновлюватися під керівництвом президента Жака Делора. Його було визнано як успішного Президента, який надав Комісії динамічності та спрямованості. Жак Делор почав своє правління тоді, коли Комісія була у жахливому стані. Не дивлячись на це, маловідомий (за межами Франції) міністр фінансів та колишній євродепутат, став орієнтиром для організації. Він першим об'єднав Європу, створивши єдиний ринок, а також, бувши обраним вдруге, він почав переконувати європейців, що потрібно розвивати економічний та валютно-політичний союз. Завдяки праці Делора було збільшено повноваження парламенту, чиєю підтримкою він користувався. Проте, наступні комісії вже не користувалися такою підтримкою, а тому в 1999 році парламент скористався своїми повноваженнями й змусив Комісію піти у відставку.

## Президенти Європейської комісії
|  | Президент                                | Фото | Держава Попередня посада        | Політична сила                                                     | Термін                               | Коментар |
|  | ---------------------------------------- | ---- | ------------------------------- | ------------------------------------------------------------------ | ------------------------------------ | --- |
|  | Вальтер Хальштайн Комісія Хальштайна     |      | Міністр фінансів                | Народна партія Національна партія: CDU                             | 1 січня 1958 — 30 червня 1967        | Напрацьована Єдина сільськогосподарська політика. Криза порожнього крісла завершилась Люксембурзьким компромісом.                |
|  | Жан Рей Комісія Рея                      |      | Міністр фінансів                | Ліберальний демократ Національна партія: PRL                       | 2 липня 1967 — 1 липня 1970          | Ініціатива Європейської політичної співпраці і Економічного і монетарного союзу.                                                 |
|  | Франко Марія Мальфатті Комісія Мальфатті |      | Міністр закордонних справ       | Народна партія Національна партія: DC                              | 2 липня 1970 — 1 березня 1972        | Розвиток перемовин щодо Спільного ринку. Консультації щодо вступу Данії, Ірландії, Норвегії та Великої Британії.                 |
|  | Сіко Мансголт Комісія Мансголта          |      | Міністр сільського господарства | Соціаліст Національна партія: PvdA                                 | 22 березня 1972 — 5 січня 1973       | Праця над створенням Європейської монетарної системи. Перше розширення Європейського Союзу (Велика Британія, Данія та Ірландія). |
|  | Франсуа-Ксав'є Ортолі Комісія Ортолі     |      | Міністр фінансів                | Народна партія Національна партія: RPR                             | 6 січня 1973 — 5 січня 1977          | Управління розширенням Європейського Союзу під час паливної кризи 1973 року і турецького вторгнення на Кіпр.                     |
|  | Рой Дженкінс Комісія Дженкінса           |      | Міністр внутрішніх справ        | Соціаліст Національна партія: Лейбористська партія                 | 6 січня 1977 — 19 січня 1981         | Розвиток Європейської валютної системи. Перша участь президента Європейської комісії в зустрічах Великої вісімки (G8).           |
|  | Гастон Торн Комісія Торна                |      | Прем'єр-міністр                 | Ліберальний демократ Національна партія: Демократична партія       | 20 січня 1981 — 6 січня 1985         | Прискорення розширення ЄС, підготовка Єдиного європейського акту. Період «євросклерозу».                                         |
|  | Жак Делор Комісія Делора                 |      | Міністр фінансів                | Соціаліст Національна партія: PS                                   | 7 січня 1985 — 24 січня 1995         | Підписання Єдиного європейського акту і Маастрихстських угод. Головний архітектор Комітету регіонів.                             |
|  | Жак Сантер Комісія Сантера               |      | Прем'єр-міністр                 | Народна партія Національна партія: CSV                             | 25 січня 1995 — 15 березня 1999      | Розробка Амстердамського і Ніццького договірів. Розробка єдиної європейської валюти і фінансової системи. Бюджетні суперечки.    |
|  | Мануель Марін (в. о.) Комісія Маріна     |      | Європейський міністр            | Соціаліст Національна партія: PSOE                                 | 15 березня 1999 — 17 вересня 1999    | Тимчасова адміністрація. |
|  | Романо Проді Комісія Проді               |      | Прем'єр-міністр                 | Ліберальний демократ Національна партія: Демократична партія       | 17 вересня 1999 — 22 листопада 2004  | Впровадження Європейської конституції; положень Ніццької угоди. Запровадження євро.                                              |
|  | Жозе Мануель Баррозу Комісія Баррозу     |      | Прем'єр-міністр                 | Народна партія Національна партія: PSD                             | 22 листопада 2004 — 31 жовтня 2014   | Підписання Лісабонських угод. Розширення ЄС 2004 і 2007 років.                                                                   |
|  | Жан-Клод Юнкер Комісія Юнкера            |      | Прем'єр-міністр                 | Народна партія Національна партія: ХСН                             | 1 листопада 2014 — 30 листопада 2019 | Цифровий ринок, розширення економічного, енергетичного і валютного союзів, питання міграції                                      |
|  | Урсула фон дер Ляєн Комісія фон дер Ляєн |      | Міністерка оборони              | Народна партія Національна партія: Християнсько-демократичний союз | 1 грудня 2019 —                      | |